# Möckwitz
Möckwitz ist eine Ortslage von Technitz, einer Ortschaft von Döbeln im sächsischen Landkreis Mittelsachsen.

## Geographie
Möckwitz liegt nordwestlich von Technitz und Döbeln nahe der Straße von Technitz nach Westewitz auf dem, dem Zusammenfluss von Freiberger Mulde und Zschopau gegenüberliegendem Hang auf etwa 214 m. Möckwitz ist als Rundweiler angelegt.

## Geschichte
Möckwitz wurde spätestens 1334 als Moykewicz erstmals erwähnt. Spätere Ortsnamensnennungen sind Meukewicz (1369), Mockwicz (1466), Mockietz (1547), Mockewitz (1554) und Moͤckwitz (1791). Möckwitz war ein Amtsdorf und nach Technitz bzw. zur Kirchgemeinde Technitz-Ziegra gepfarrt. Möckwitz gehörte zu den kur- bzw. königlich-sächsischen Ämtern Meißen (1334), Döbeln (1554) und Leisnig, später zum Gerichtsamt, der Amtshauptmannschaft und dem (Land-)Kreis Döbeln, bis dieser 2008 im Landkreis Mittelsachsen aufging. 1936 wurde Möckwitz nach Technitz eingemeindet und gehört entsprechend seit 1994 zu Döbeln. Möckwitz hat, im Gegensatz zum vergleichbaren und erst ein Jahr später eingemeindete Miera keinen offiziellen Charakter und ist nicht in der Hauptsatzung Döbelns aufgeführt. An die Ortslage erinnert der Möckwitzer Weg. Allerdings ist Möckwitz heute noch eine Gemarkung Döbelns.
Zu Möckwitz gehört eine Wallburg.
| Jahr          | 1547/55                      | 1764                        | 1834 | 1871 | 1890 | 1910 | 1925 |
| ------------- | ---------------------------- | --------------------------- | ---- | ---- | ---- | ---- | ---- |
| Einwohnerzahl | 3 besessene Mann, 9 Inwohner | 2 besessene Mann, 1 Häusler | 29   | 38   | 57   | 94   | 83   |

1834 gab es im Ort einen Katholik, 1925 waren es zwei. 1925 waren zudem 78 Einwohner Lutheraner und drei waren andersgläubig.

## Belege
1. 1 2  Möckwitz – HOV | ISGV. Abgerufen am 30. Dezember 2023.
2. ↑  Große Kreisstadt Döbeln: Hauptsatzung der Großen Kreisstadt Döbeln. 13. Dezember 2019, abgerufen am 30. Dezember 2023.
3. ↑  Freistaat Sachsen: Liste der Gemarkungen des Freistaates Sachsen. Abgerufen am 30. Dezember 2023.
4. ↑  Döbeln: Wallburg Möckwitz | Sachsens Schlösser. 13. Oktober 2020, abgerufen am 30. Dezember 2023.